# Homoneura chyzeri
Homoneura chyzeri är en tvåvingeart som först beskrevs av Kertesz 1900.  Homoneura chyzeri ingår i släktet Homoneura och familjen lövflugor. Inga underarter finns listade i Catalogue of Life.